# Frey (Marvel Comics)
Pour les articles homonymes, voir Frey.
Frey est un personnage appartenant à l’univers de Marvel Comics. Il est inspiré du dieu scandinave Frey.

## Historique des apparitions
Créé par Roy Thomas et Keith Pollard, Frey fit ses premières apparitions dans The Mighty Thor #294-295 en avril-mai 1980.
Il apparut ensuite dans Balder the Brave #1 en novembre 1985 et dans Thor #472 de Mars 1994.
On le revit sous l'identité de Mr. Freystein dans Journey into Mystery vol. 3 #510 en juin 1997.
Frey est cité dans la partie Asgardiens de l'Official Handbook of the Marvel Universe Deluxe Edition #1.

## Biographie du personnage
Frey a participé à la construction du Valhalla. Après une attaque de géants, Odin, manipulé par Loki, passa un accord avec deux géants nommés Fafnir et Fasolt pour restaurer les murs du Valhalla. En échange de leur travail, Odin leur promit Idunn, la sœur de Frey.
Lorsque les géants s'emparèrent de la déesse. Frey et Thor, ignorants du marché, pensèrent à une attaque et se précipitèrent pour la secourir. Odin fit cesser le combat et révéla son accord avec les géants. Ces derniers acceptèrent de relâcher Idunn en échange de l'anneau de Nibelung appartenant aux gnomes. Les Asgardiens acceptèrent. Odin, Thor et Loki partirent en quête de l'anneau et le rapportèrent. Frey retrouva sa sœur Idunn.
Au cours de sa vie, Frey tomba amoureux de la géante Gerd. Il dut céder son épée enchantée en gage de non-agression envers les géants pour pouvoir se marier avec elle,.
Durant la période des Dieux Perdus (The Lost Gods), Frey a porté l'identité de Mr. Freystein.
À cause des évènements de Ragnarök, Frey est considéré comme ayant souffert des mêmes maux que le reste des Asgardiens.
Après Ragnarök, Thor recréa Asgard et rétablit les Asgardiens.

## Pouvoirs et armes
- Frey possède les caractéristiques des Asgardiens : force surhumaine, endurance et résistance aux blessures.
- Son arme de prédilection est une épée magique nommée Laevateinn ou l'épée de la destinée. Elle a des pouvoirs magiques, elle peut se battre seule. Malheureusement, il l'a céda pour pouvoir épouser la géante Gerd dont il était tombé amoureux[3].